# رودني نيدهام
رودني نيدهام (بالإنجليزية: Rodney Needham)‏ (1923 - 2006)، كان عالمَ الأنثروبولوجيا الاجتماعية بريطانيًا. وكان استاذًا محاضرًا في الجامعة في الأنثروبولوجيا الاجتماعية، جامعة أكسفورد 1956-1976؛ أستاذ الأنثروبولوجيا الاجتماعية في أكسفورد 1976-1990؛ زميل رسمي في كلية ميرتون، أكسفورد، 1971-1975؛ وزميل كلية أول سولز أكسفورد 1976-90.

## حياته
ولد رودني فيليب نيدهام جرين في 15 مايو 1923م، وغير اسمه في عام 1947، وهو نفس العام الذي تزوج فيه من كلوديا (روث) بريز. سيتعاون الزوجان في العديد من الأعمال، بما في ذلك الترجمة الإنجليزية (لموت روبرت هيرتز واليمين).
تم قبول أطروحة الدكتوراه في بينان عام 1953. كان عالمًا غزير الإنتاج، وكان أيضًا مدرسًا.
من بين أمور أخرى، ساهم في دراسة التشابه العائلي، حيث أدخل مصطلحي "monothetic" و"polythetic" في الأنثروبولوجيا.
كان لديه طفلان، أحدهما، تريستان، أصبح أستاذًا للرياضيات.